# Piper trichostylum
Piper trichostylum är en pepparväxtart som beskrevs av C. Dc.. Piper trichostylum ingår i släktet Piper och familjen pepparväxter. Inga underarter finns listade i Catalogue of Life.